# Gastrotheca excubitor
Espèce
Statut de conservation UICN

 VU B1ab(iii) : Vulnérable
Gastrotheca excubitor est une espèce d'amphibiens de la famille des Hemiphractidae.

## Répartition
Cette espèce est endémique de la région de Cuzco au Pérou. Elle se rencontre entre 2 000 et 3 000 m d'altitude sur le versant amazonien de la cordillère des Andes.

## Description
Les mâles mesurent jusqu'à 39,5 mm et les femelles jusqu'à 41,1 mm.

## Publication originale
- Duellman et Fritts, 1972 : A taxonomic review of the southern Andean marsupial frogs (Hylidae: Gastrotheca). Occasional papers of the Natural History Museum, the University of Kansas, no 9, p. 1-37 (texte intégral).